# Перевал Кассандры
«Перевал Кассандры» (англ. The Cassandra Crossing) — фильм-катастрофа 1976 года о захвате группой пассажиров поезда Женева — Стокгольм, обречённого упасть в пропасть.

## Сюжет
В штаб-квартиру Всемирной организации здравоохранения в Женеве проникают террористы. Во время перестрелки с охранниками они случайно разбивают контейнер, в котором находились бактерии смертельной болезни. Одному из преступников удается убежать и сесть в скорый поезд, следующий из Женевы в Стокгольм. С ним в поезд попадает и начинает распространяться среди пассажиров малоисследованная инфекция, позднее опознанная, как лёгочная чума.
Полковник американской армии Маккензи (Берт Ланкастер), на которого возложена ответственность за ситуацию, принимает решение направить поезд для прохождения карантина на польскую полузаброшенную станцию Янов, рядом с которой когда-то во время войны находился концлагерь. Путь к этой станции лежит через старинный полуразрушенный мост, который предположительно должен рухнуть при прохождении железнодорожного состава и все, кто находится в поезде, непременно должны погибнуть.
Эта перспектива становится известна части пассажиров. Однако во время переезда многие выздоравливают из-за того, что в поезде открыли баллоны с кислородом. Немалую роль здесь играет герой Харриса — гениальный нейрохирург. Но это уже не остановит Маккензи, которому нужна гарантия смерти всех пассажиров, чтобы известия о том, что в Центре хранилась бактерия чумы, не распространились всюду. В поезде завязывается бой между пассажирами и солдатами ВОЗ.
Наркокурьер Наварро, перевозящий партию героина, сначала пытается захватить пульт управления, а затем делает попытку пройти к машинисту по створкам окон. В прошлом он был альпинистом, поэтому эта идея всех вдохновляет. Но он оказывается убитым одним из солдат.
В итоге пассажиры взрывают газовые баллоны прямо над контроллером сцепления, тем самым отцепляя задние вагоны по вагон второго класса включительно перед самым мостом. Они используют ручной тормоз, чтобы остановить заднюю часть состава. Передние вагоны обрушиваются вниз вместе с мостом, убивая всех находящихся там пассажиров и солдат. Пассажиры из задних вагонов выживают и выбираются из поезда. Фильм заканчивается телефонным разговором о том, что за полковником и доктором, находившейся в штабе, установлена слежка.

## В ролях
- Берт Ланкастер — полковник Стивен Маккензи
- Ричард Харрис — доктор Джонатан Чемберлен
- Софи Лорен — Дженнифер Рисполи, бывшая жена доктора Чемберлена
- Ава Гарднер — мадам Николь Дресслер, подруга контрабандиста Наварро
- О Джей Симпсон — «святой отец», инспектор Интерпола Хейли, следящий за Наварро
- Мартин Шин —  Робби Наварро, контрабандист
- Ингрид Тулин — доктор Елена Стрэднер
- Ли Страсберг — Герман Каплан
- Алида Валли — миссис Чедвик

## Съёмки
В качестве переправы Кассандры в фильме выступил виадук Гараби, расположенный во Франции.